# 穗花玄参
穗花玄参（学名：Scrophularia spicata）为玄参科玄参属下的一个种。

## 扩展阅读
- 維基物種上的相關：穗花玄参